# Estación Borba Gato
Estación Borba Gato es una de las estaciones del metro de la ciudad brasileña de São Paulo. Pertenece a la Línea 5-Lila, que actualmente se encuentra en expansión, es parte del de expansión de la línea hasta la estación Chácara Klabin de la Línea 2-Verde el 28 de septiembre de 2018. Estaba prevista su inauguración en el año 2014, pero solamente fue terminada e inaugurada oficialmente el 6 de septiembre de 2017. El 27 de noviembre de 2017 comenzó a funcionar comercialmente en período integral, de las 4 a las 24 horas.

## Tabla
| Sigla | Estación   | Inauguración            | Capacidad     | Integración              | Plataformas | Posición    | Comentarios   |
| ----- | ---------- | ----------------------- | ------------- | ------------------------ | ----------- | ----------- | ------------- |
| BGT   | Borba Gato | 6 de septiembre de 2017 | No confirmada | Bilhete Único de SPTrans | Central     | Subterránea | Funcionanando |